# Gustaf Falhem
Gustaf Falhem, född 11 november 1799 i Stora Kopparbergs församling, Kopparbergs län, död 16 maj 1890 i Jakob och Johannes församling, Stockholms stad, var en svensk bruksägare och riksdagsman. Han var son till bergsmannen Erik Falhem och bror till bruksägaren Erik Eriksson Falhem.
Gustaf Falhem var bruksägare i trakten av Falun. Han var riksdagsman i borgarståndet för Falu bergslags valdistrikt vid riksdagen 1847/48.